# 志木市立宗岡中学校
志木市立宗岡中学校（しきしりつ むねおかちゅうがっこう）は、埼玉県志木市にある公立中学校。

## 教育目標
- 向学 協働 健康
  - 良く考え賢い生徒
  - こころ豊かな生徒
  - 健康で明るい生徒

## 沿革
- 1958年（昭和33年）9月30日 - 足立町立宗岡中学校と足立町立志木中学校が統合し足立町立足立中学校（現・志木市立志木中学校）が開校。
- 1975年（昭和50年）4月1日 - 志木市立志木中学校より分離し[1]、志木市立宗岡中学校が開校。
- 1978年（昭和53年）3月6日 - 14教室分増築完成。
- 1982年（昭和57年）4月1日 - 志木市立宗岡第二中学校を分離[2]。

## 部活動

### 運動部
- 野球部
- サッカー部
- テニス部（男子、女子）
- バスケ部（男子、女子）
- 卓球部（男子、女子）
- バレー部
- 女子バドミントン部

### 文化部
- 吹奏楽部
- 科学部
- 美術部[3]

## 出身者
- 小柏剛（サッカー選手）

## アクセス
- 東武東上線志木駅から国際興業バス、宿下車。